# Adam Price
Adam Price (født 7. maj 1967 i København) er en dansk manuskriptforfatter, filminstruktør, dramatiker, TV-vært, madanmelder og restauratør. Sammen med sin bror, James Price, er han kendt fra madlavningsprogrammet Spise med Price på DR. Som manuskriptforfatter har han bl.a. skrevet serier som Borgen, Herrens Veje, Ragnarok, TAXA og Nikolaj og Julie, hvoraf flere har vundet både nationale og internationale priser.

## Uddannelse og karriere
Adam Price læste jura ved Københavns Universitet i perioden 1986-90, men har ikke afsluttet uddannelsen. Han har ikke yderligere uddannelser og er således autodidakt.
Han debuterede som tekstforfatter i 1986, hvor han skrev numre til Lindenborg-revyen og har siden skrevet adskillige viser og revynumre. Derudover har han skrevet en række teaterforestillinger, der bygger på klassiske forlæg. Det gælder eksempelvis musicalen Tordenskjold og Livsens ondskab til Amager Scenen i 1998, Trold kan tæmmes i 1999 og De tre musketerer i 2001, begge til Gladsaxe Teater. Derudover har har skrevet Robin Hood til Folketeatret i 2003 og Naboerne til Nørrebro Teater i 2004. Her stod han også selv for iscenesættelsen. Price har forfattet numre til Cirkusrevyen 1993, 1995, 1997, 2002, 2006, 2007, 2010, 2013-2016, 2019, 2021 og 2022 og til Tivolirevyen i 2024.

### Tv
Også på tv har Price markeret sig som manuskriptforfatter til både dramaserier og satire, heriblandt Den gode, den onde og den virk'li sjove for DR 1990-1991, Karrusel for TV 2 i 1998 og TAXA til DR 1997-1999. Han var desuden hovedforfatter på TV 2-serien Anna Pihl (2005-2007), ligesom han har skabt og været hovedfatter bag successerien Borgen, hvor han i den afsluttende sæson 4 desuden har instrueret alle afsnittene. Serien modtog en BAFTA, Englands største filmpris, i 2012 og igen i 2014. Price skabte også serien Nikolaj og Julie (2002 - 2003), som modtog en Emmy Award i 2003,. Endelig var Adam Price også hovedforfatter på serien Herrens Veje (DR, 2017-2018), som vandt prisen for Bedste Udenlandske Drama ved C21 Drama Awards. Senest har Price været skaber, hovedforfatter, showrunner og executive producer på serien Ragnarok (Netflix, 2020-2023) og skabt ideén til komedieserien Orkesteret (DR, 2022).
Fra 2001 til 2005 var han dramachef på TV 2. I 2014 etablerede han det internationale produktionsselskab SAM Productions med producer Meta Louise Foldager Sørensen og manuskriptforfatter Søren Sveistrup. I 2019 udvidede Adam Price og Meta Louise Foldager Sørensen med selskabet A&M Productions.
I 2022 lavede Price programmet Berømte måltider - Et Juleeventyr sammen med Frederikke Legaard, hvor han lavede mad fra Charles Dickens' Et juleeventyr, som blev sendt to dage i december. I 2023 blev det fulgt op med endnu to programmet kaldet Matador på menuen, hvor inspirationen var maden i tv-serien Matador. Programmet fik fem ud af seks hjerter på siden Vi Elsker Serier. I 2024 kom yderligere to programmer, som denne gang blev lavet sammen med James Price, om Peters Jul. Dette program fik kritik af Politikens Henrik Palle.

### Mad
Fra 1992 til 2011 var Price madanmelder for Politiken. Han er medlem af Det Danske Gastronomiske Akademi og sammen med sin bror James Price kendt for sin medvirken i DR's Spise med Price, der kørte 15 sæsoner og også blev eksporteret til de øvrige nordiske lande. Begejstringen for mad førte til, at de to brødre i 2011 åbnede restauranten Brdr. Price i København sammen med to forretningspartnere. Siden fulgte restauranter i Tivoli og i Herning. Brødrene ejer i dag en mindre del af restauranterne.

## Privatliv
Adam Price er søn af skuespillerparret Birgitte Price og John Price og lillebror til komponist og kapelmester James Price.
Price har en datter fra 1997 og en søn fra 2008 med producer Lærke Kløvedal (datter af Troels Kløvedal), som han blev gift med i 2008. Parret gik fra hinanden i 2010.
I 2010 fandt han sammen med grafisk designer Mischa Jemer. Parret blev gift i 2012 i Frederiksberg Kirke og gik fra hinanden i 2017.
Fra 2017 til 2020 var han kæreste med speciallæge Annesofie Faurschou.
Fra 2022 til februar 2024 dannede Price par med litteraturanmelderen og influenceren Katherine Diez. Bruddet kom efter en periode, hvor Diez havde været udsat for kritik efter anklager om at plagiere tekst fra andre skribenter i sine litteraturanmeldelser.
Price havde frem til 2010 et sommerhus i Lumsås, hvor de første sæsoner af Spise med Price blev optaget.

## Forfatterskab (film og tv)
- Den gode, den onde og den virk'li sjove (forfatter og idémand, DR, 1990 - 1992)
- Karrusel (forfatter, TV2, 1998)
- Baby Doom (idémand og supplerende dialog, 1998)
- Mor(d) i mødregruppen (forfatter, 1998)
- TAXA (forfatter, DR, 1997 - 1999)
- Nikolaj og Julie (forfatter og idémand, DR, 2002 - 2003)
- Løgn og Latin (oversættelse og bearbejdelse, 2006)
- Anna Pihl (hovedforfatter og idémand, TV 2, 2006 - 2008)
- Spise med Price (medvirkende og forfatter, DR, 2008-)
- Borgen (hovedforfatter, skaber, producent, DR1, 2010 - 2022)
- Herrens Veje (hovedforfatter, DR1, 2017 - 2018)
- Ragnarok (en) (skaber, hovedforfatter, showrunner og executive producer, Netflix, 2020 - 2023)
- Orkestret (idémand, DR, 2022 -)

## Priser og legater
- Årets revyforfatter ved [Revyernes Revy] i (1990)
- Emmy (2003, f. Tv-serien Nikolaj og Julie)
- Årets Pen (2004)
- Wilhelm Hansens Legat
- Skuespiller Preben Uglegjergs legat
- BAFTA-prisen (2012, f. Tv-serien Borgen)
- BAFTA-prisen (2014, f. Tv-serien Borgen)
- Peabody Award (2014)
- Kronprinseparrets Kulturpris (2013, f. Tv-serien Borgen)
- European Screenwriters Awards (2016, f. Tv-serien Borgen)
- Nordisk Film og TV Fond-prisen (2018, f. Tv-serien Herrens Veje)
- Rødekro Kulturpris (2017)
- Robert (2018, f. Tv-serien Herrens Veje)
- Robert (2019, f. Tv-serien Herrens Veje)